# Сілья (Валенсія)
Сілья (валенс. Silla, ісп. Silla) — муніципалітет в Іспанії, у складі автономної спільноти Валенсія, у провінції Валенсія. Населення — 19 143 особи (2010).

## Географія
Муніципалітет розташований на відстані близько 310 км на схід від Мадрида, 13 км на південь від Валенсії.

## Демографія
Динаміка населення (INE ):

## Галерея зображень

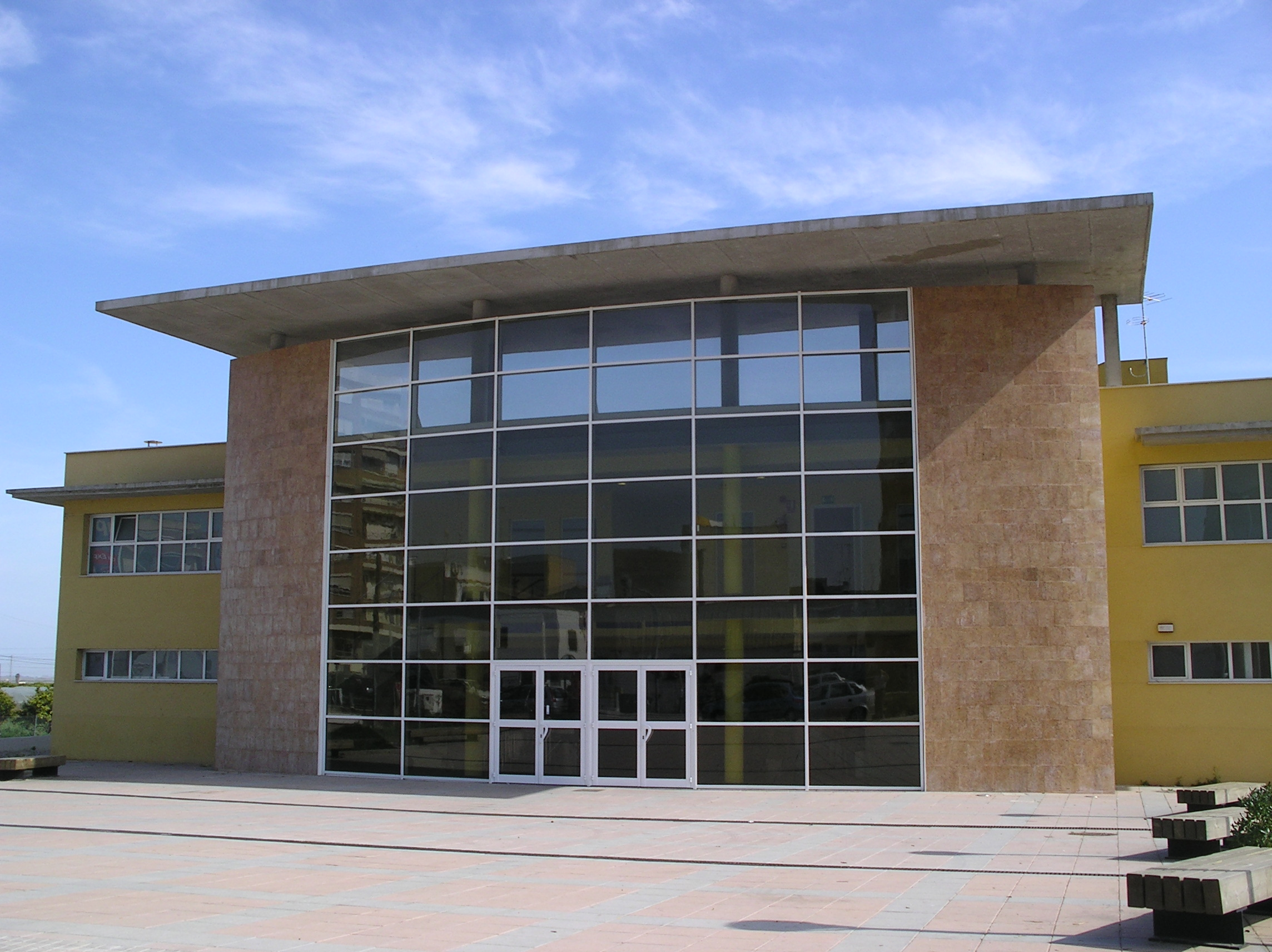
Муніципальний басейн
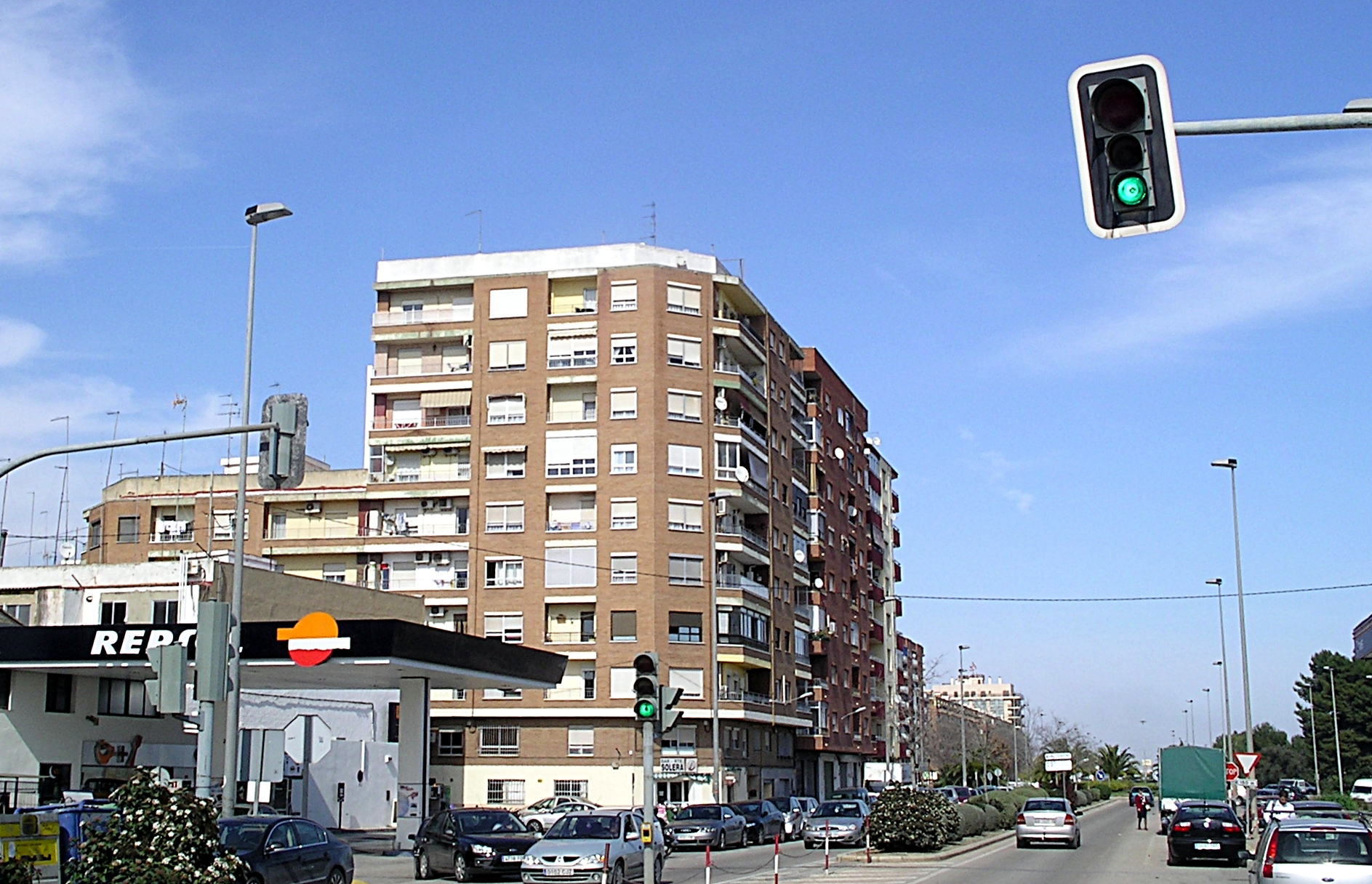
Сілья